# Pasquale Budetta
Pasquale Budetta (Montecorvino Rovella, 3 giugno 1817 – Montecorvino Rovella, 20 ottobre 1896) è stato un politico italiano, deputato del Regno d'Italia.

## Biografia
È stato sindaco e  deputato del Regno d'Italia nel 1861.